# Pożeracz czarny
Pożeracz czarny (Chiasmodon niger) – gatunek głębinowej, morskiej ryby okoniokształtnej z rodziny paszczękowatych (Chiasmodontidae), opisywany wcześniej pod nazwą okoń głębinowy. 

## Zasięg występowania
Gatunek batypelagiczny występuje w oceanach strefy tropikalnej, na głębokościach 700–2745 m p.p.m.

## Charakterystyka
Barwa ciała jest czarna. Ciało bocznie spłaszczone o nagiej skórze. Jest rybą bardzo drapieżną. Bardzo duży otwór gębowy uzbrojony w ostre zęby pozwala na połykanie zdobyczy większej niż one same.
Dorastają do 30 cm długości.